# 卡尔穆-迪米纳斯
卡尔穆-迪米纳斯是巴西米纳斯吉拉斯州的一个市镇。总面积323.321平方公里，总人口13657人，人口密度42.2人/平方公里。